# Angel Crew
Angel Crew est un groupe belge de punk hardcore, originaire de Bruxelles.

## Histoire
Angel Crew est formé en 2005 par des membres originaires de Bruxelles, en Belgique, et Maastricht aux Pays-Bas. Musicalement, il est influencé par les groupes Deviate, Backfire!, et Length of Time, qui unissent leurs forces pour créer le premier album de metal influencé par le punk hardcore Another Day Living In Hatred en 2001. Malgré un petit budget promotionnel, le résultat reçoit une attention positive de la part des médias de l'industrie. Trois ans plus tard, ils sortent leur deuxième, One Life, One Sentence chez Dockyard 1,.
Après une pause dans les enregistrements, le groupe sort son album XVI en 2016,.

## Discographie
- 2002 : Another Day Living In Hatred
- 2005 : One Life, One Sentence
- 2016 : XVI